# Hippodamia
Genre
Hippodamia est un genre d'insectes coléoptères prédateurs de la famille des coccinellidés.

## Liste d'espèces
Selon ITIS (29 août 2014) :
- Hippodamia americana Crotch, 1873
- Hippodamia apicalis Casey, 1899
- Hippodamia arctica (Schneider, 1792)
- Hippodamia caseyi Johnson, 1910
- Hippodamia convergens Guérin-Méneville, 1842
- Hippodamia expurgata Casey, 1908
- Hippodamia falcigera Crotch, 1873
- Hippodamia glacialis (Fabricius, 1775)
- Hippodamia lunatomaculata Motschulsky, 1845
- Hippodamia moesta LeConte, 1854
- Hippodamia oregonensis Crotch, 1873
- Hippodamia parenthesis (Say, 1824)
- Hippodamia quindecimmaculata Mulsant, 1850
- Hippodamia quinquesignata (Kirby, 1837)
- Hippodamia sinuata Mulsant, 1850
- Hippodamia tredecimpunctata (Linnaeus, 1758)
- Hippodamia variegata (Goeze, 1777)
- Hippodamia washingtoni Timberlake, 1939

Selon NCBI (21 mai 2024) :
- Hippodamia apicalis
- Hippodamia arctica
- Hippodamia convergens
- Hippodamia decimguttata
- Hippodamia falcigera
- Hippodamia glacialis
- Hippodamia notata
- Hippodamia oregonensis
- Hippodamia parenthesis
- Hippodamia potanini
- Hippodamia quinquesignata
- Hippodamia rufocincta
- Hippodamia septemmaculata
- Hippodamia tredecimpunctata
- Hippodamia undecimnotata
- Hippodamia variegata
- Hippodamia washingtoni